# Bảo tàng Hàng hải Quốc gia ở Gdańsk

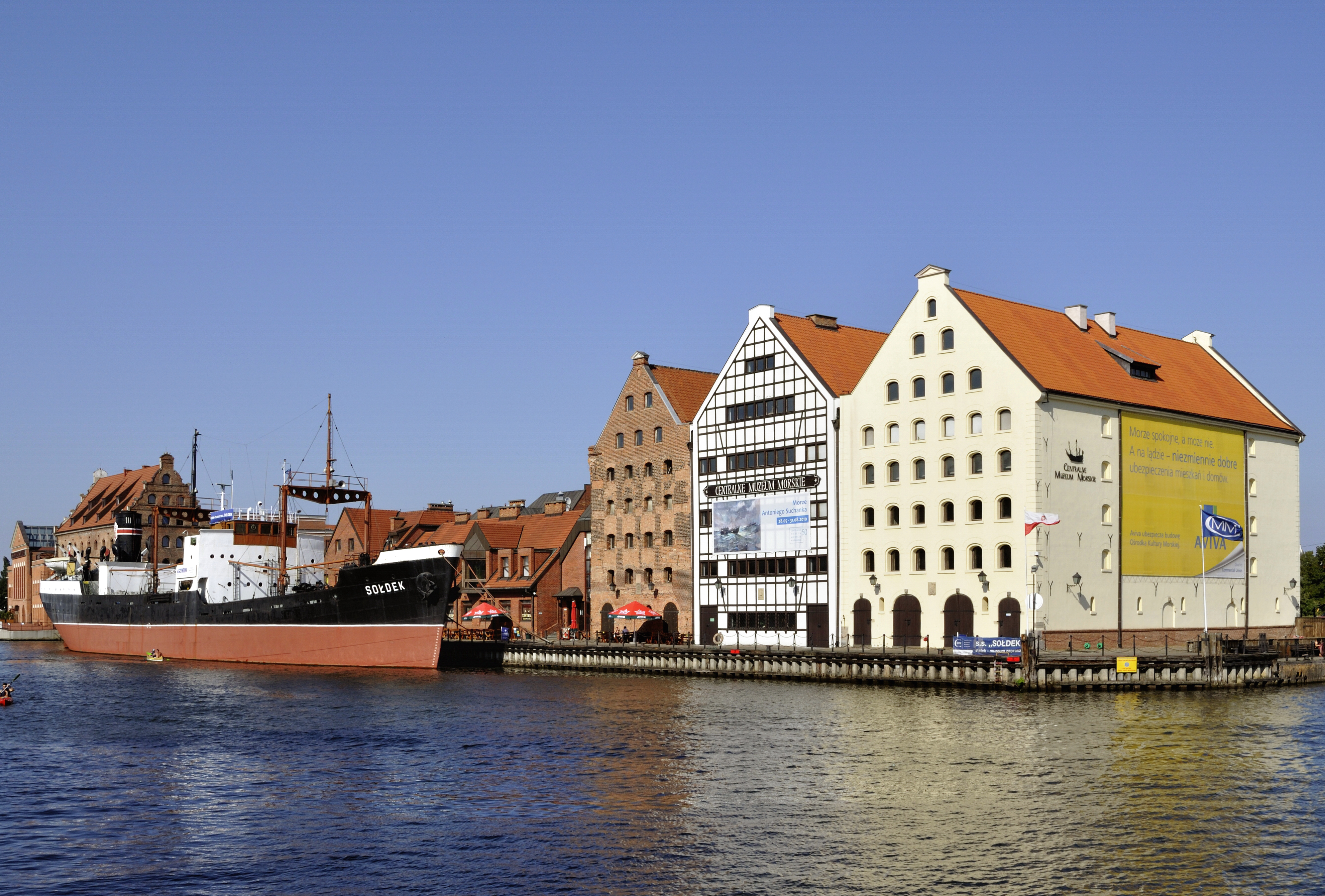
Granaries và SS Sołdek

Bảo tàng Hàng hải Quốc gia ở Gdańsk (tiếng Ba Lan: Narodowe Muzeum Morskie) là một bảo tàng hàng hải ở Gdańsk, Ba Lan, được thành lập vào ngày 1 tháng 1 năm 1962. Nó được dành riêng để thu thập, nghiên cứu và bảo quản các hiện vật và tài liệu liên quan đến vận tải tàu biển, thương mại quốc tế, đánh cá và văn hóa của những người làm việc trên biển, sông và những người trên bờ - cũng như phổ biến kiến thức về lịch sử hàng hải của Ba Lan và nền kinh tế của nó thông qua lứa tuổi. 

## Lịch sử
Năm 1958, Hiệp hội bạn bè của Bảo tàng được thành lập và với sự tham gia của Przemysław Smolarek (nhân viên của Bảo tàng Quốc gia, Szczecin), Hiệp hội đã tổ chức một cuộc triển lãm có tên Từ một mái chèo đến xu thế hạt nhân tại Tòa án Artus ở Gdańsk. Przemysław Smolarek vận động cho việc thành lập một bảo tàng hàng hải chuyên dụng ở Ba Lan và những nỗ lực của ông đã thành công: năm 1959, theo quyết định của các cơ quan có thẩm quyền (các bộ trưởng chính phủ do Bảo tàng Công nghệ, Warsaw hỗ trợ), một bảo tàng như vậy đã được thành lập ở Gdańsk. Przemysław Smolarek được giao nhiệm vụ chuẩn bị. Bảo tàng được chính thức thành lập vào ngày 1 tháng 1 năm 1962 và Smolarek được đề cử làm giám đốc. Ông vẫn ở vị trí này cho đến khi qua đời vào năm 1991.
Lúc đầu, Bảo tàng nằm trong Cần trục Gdańsk thời trung cổ, nhưng sớm bắt đầu mở rộng ra. Năm 1963, chi nhánh đầu tiên - Bảo tàng Ngọn hải đăng được khai trương trong Ngọn hải đăng Rozewie, tiếp theo là Bảo tàng Ngư nghiệp trên Bán đảo Hel năm 1972. Năm 1972, tổ chức này đã được đổi tên thành Bảo tàng Hàng hải Ba Lan và được cấp tư cách của một tổ chức quốc gia.
Vào năm 1977, Bảo tàng đã có được một tòa nhà được khôi phục liền kề với Cần trục và mở một bộ phận ở đó có tên Skład Kolonialny (Bộ sưu tập Thuộc địa). Năm 1984, các chi nhánh tiếp theo được mở - Bảo tàng sông Vistula ở Tczew, cũng như tàu thuyền Dar Pomorza (tàu đào tạo trước đây của Học viện Hàng hải của Gdynia), đã được chuyển đổi thành tàu bảo tàng và một chi nhánh mới của Bảo tàng Hàng hải. Con tàu bảo tàng tiếp theo gia nhập đội tàu của Bảo tàng Hàng hải là Sołdek - con tàu đi biển đầu tiên (tàu hơi nước) được đóng ở Gdańsk sau Thế chiến II. Nó đã được bàn giao cho Bảo tàng vào năm 1989. Cũng trong năm 1989, Bảo tàng đã thu được Granaries được khôi phục trên Ołowianka, một hòn đảo tạo thành trung tâm của cảng cũ ở Gdańsk. Từ năm 2000, 5 kho thóc thuộc về Bảo tàng và đã được chuyển đổi thành tòa nhà Bảo tàng chính.
Vào năm 2012, Trung tâm Văn hóa Hàng hải đã được mở trong tòa nhà bị chiếm đóng trước đây bởi Bộ sưu tập Thuộc địa trước đây, tạo thành một chi nhánh mới của Bảo tàng. Từ năm 2013, Bảo tàng hoạt động dưới một tên mới: Bảo tàng Hàng hải Quốc gia (Narodowe Muzeum Morskie).
Năm 2016, chi nhánh mới nhất - Trung tâm bảo tồn tàu đắm (Centrum Konserwacji Wraków Statków) - đã được khai trương tại Tczew, gần Bảo tàng sông Vistula.

## Các khu trưng bày
| - Trong phòng động cơ của Sołdek - Thuyền về giải trình trong Trung tâm bảo tồn tàu đắm - Bảo tàng sông Vistula - Bảo tàng Ngư nghiệp ở Hel - Trên boong tàu Dar Pomorza |

Hiện tại Bảo tàng bao gồm tám nhánh:
- Cần trục - nằm trong một cần cẩu cảng thời trung cổ (được xây dựng vào thế kỷ 15, được xây dựng lại sau những thiệt hại chiến tranh trong những năm 1950) - tổ chức các cuộc triển lãm về cảng lịch sử và những người làm việc ở đó (người vận chuyển, người lái tàu, thương nhân, người chèo thuyền, người làm dây thừng.[3]
- Granaries trên đảo Ołowianka - trang web chính của Bảo tàng. Trong đó có ba phòng trưng bày: "Ba Lan trên biển thế giới", "Khảo cổ học và lặn dưới nước" và "Phòng trưng bày hàng hải" chứa các tác phẩm nghệ thuật mô tả các chủ đề hàng hải.[4]
- Trung tâm Văn hóa Hàng hải (MCC) - được chỉ định là một cơ sở giáo dục, MCC chứa một bể chứa nước, trong đó các mô hình được điều khiển từ xa giúp hiểu cách thức tàu được điều khiển. Tại MCC cũng có các cơ sở cho thấy quá trình tải hàng hóa và hoạt động hàng hải khác. Triển lãm khác, "Thuyền của nhân dân thế giới" trưng bày nhiều chiếc thuyền khác nhau từ khắp nơi trên thế giới.[5]
- Bảo tàng Thủy sản ở Hel - nằm trong tòa nhà thờ thế kỷ 15 [6] chứa các vật phẩm thể hiện lịch sử nghề cá ở Vịnh Gdańsk và Biển Baltic, văn hóa của người Kashmir.[7]
- Bảo tàng Vistula Lagoon ở Kąty Rybackie - thể hiện lịch sử đóng tàu và đánh cá trên đầm Vistula.[8]
- Bảo tàng sông Vistula ở Tczew - nằm trong tòa nhà công nghiệp thế kỷ 19 [9] - cho thấy các vật thể minh họa các khía cạnh thương mại của việc đi thuyền dọc theo Vistula. Triển lãm này có ý nghĩa như một lời nhắc nhở về giá trị mà dòng sông Vistula mang lại cho thương mại Ba Lan trong giai đoạn giữa thế kỷ 15 và 18, và có những chiếc thuyền và bè dùng để vận chuyển ngũ cốc và sản phẩm gỗ.[10]
- Trung tâm bảo tồn tàu đắm ở Tczew - chi nhánh này bao gồm hai phần. Đầu tiên là Nhà kho Studio, nơi các đối tượng khảo cổ là thuyền, các bộ phận hoặc mảnh vỡ của chúng được trưng bày cùng với du thuyền lịch sử và một bộ sưu tập thuyền kayak. Phần thứ hai được hình thành bởi Hội thảo Bảo tồn, nơi các vật thể được phục hồi từ các địa điểm khảo cổ được bảo tồn và phục hồi hoặc tái tạo. Khách tham quan có một cái nhìn tốt về hội thảo và các giai đoạn của quá trình phục hồi.[11][12]
- Tàu bảo tàng Sołdek - một con tàu chở than và quặng chạy bằng hơi nước, được đóng vào năm 1949, du khách có thể thấy công trình và thiết bị của tàu, cũng như điều kiện sống và làm việc của thủy thủ đoàn.[13]
- Tàu bảo tàng Dar Pomorza - một con tàu đầy đủ được chế tạo vào năm 1909; từ năm 1929 đến năm 1983, nó là tàu huấn luyện của các trường hàng hải Ba Lan. Hiện nay nó được sử dụng để chứng minh việc xây dựng một con tàu cao và lịch sử của các trường hàng hải Ba Lan. Không gian triển lãm bổ sung được dành cho Karol Olgierd Borchardt - sĩ quan và nhà văn người Ba Lan, từng là Giám đốc của Dar Pomorza năm 1938-1939.[14]